# Chicas de Divito
Las Chicas de Divito es un término que puede referirse en sentido amplio a cualquiera de las chicas que Guillermo Divito dibujaba en las tapas de Rico Tipo, en sus tiras, o en cualquier viñeta, o en sentido restringido, a la sección que con ese nombre dibujaba Divito en la citada revista y que contenía un chiste gráfico a gran tamaño protagonizado por estas muchachas.

## Características
Las Chicas de Divito se caracterizan por su físico sensual y estilizado, de pequeñísima cintura y amplia cadera, busto prominente, con largas y muy bien torneadas piernas de tobillos finísimos. Sus rostros tenían enormes y vivaces ojos, con largas pestañas y cejas muy marcadas, labios gruesos y sensuales, y nariz mínima. Se vestían ceñido al cuerpo y mostraban prácticamente los brazos enteros, usando midifaldas que casi eran minifaldas gran parte de sus sensuales piernas; tal estereotipo de mujer occidental en Argentina y Uruguay, es temprano ejemplo de la revolución sexual (hasta llegaron a ser representadas hace 60 años -si contamos regresivamente de fines del 2014- semivestidas con bikinis).

## Orígenes
Comenzó a dibujarlas en Patoruzú en 1936, y se dice que los repetidos desacuerdos con Dante Quinterno, su director, por el largo de las faldas, fueron uno de los principales motivos para que Divito decidiera irse y fundar su propia revista. Así, en 1941 lanzó su nueva revista Las chicas, con sus mejores historietas.

## La moda
Sin quererlo, marcaron la moda femenina de su época en Buenos Aires: las mujeres querían parecerse a las chicas de Divito y pedían a las modistas que les diseñaran ropas parecidas. Otro tanto pasó con los dibujos de Divito y la moda masculina: las exageraciones que Divito dibujaba, pasaban luego a ser usadas por muchos hombres, especialmente los más jóvenes.

## Actualidad
En el año 2005, el Museo del Dibujo y la Ilustración, realizó en el Museo Eduardo Sívori de Buenos Aires, la exposición "Chicas de Divito"; que se considera la primera muestra de un ilustrador en un museo oficial de Argentina.
Motivados por la muestra, diferentes medios de comunicación se hicieron eco de la misma, y de alguna manera sirvió para rendir homenaje y recordar a este singular creador.